# オリゴヌクレオチド
オリゴヌクレオチド（Oligonucleotide）は、おおよそ20塩基対かそれ以下の長さの短いヌクレオチド（DNAまたはRNA）の配列である。自動合成装置によって、160から200塩基対程度のオリゴヌクレオチドは自動的に合成できる。ヌクレオチドは相補的なヌクレオチドと結合する性質があるので、オリゴヌクレオチドは相補的DNAまたはRNAを検出するプローブとして使われる。そのほかのオリゴヌクレオチドを用いる実験手法としては、DNAマイクロアレイ、サザンブロッティング、FISH法、人工遺伝子の作成などが挙げられる。
また、DNAと相補的なオリゴヌクレオチドはポリメラーゼ連鎖反応のプライマーとして盛んに使われる。

## アンチセンスオリゴヌクレオチド
アンチセンスオリゴヌクレオチドは、標的配列に相補的な、一本鎖のDNAまたはRNAである。アンチセンスRNAは、相補的なRNAと結合することにより、その翻訳を阻害する。アンチセンスDNAは特異的な配列を持つRNAの検出に用いられ、DNA/RNA対が形成された部分はリボヌクレアーゼHによって速やかに分解される。

## DNAマイクロアレイ
DNAマイクロアレイのタイプの一つに、ナイロンやガラスの基板に高密度のオリゴヌクレオチドを結合させたものがある。多型や遺伝子発現の研究、特定の病気の検出といった用途に使われている。

## 合成
オリゴヌクレオチドの合成は、ホスホロアミダイトと呼ばれるヌクレオチドと、アミノ基、水酸基、リン酸基が保護された通常のヌクレオチドを用いて行われる。ホスホロアミダイトが加えられると、プロダクトの5´末端のリン酸基の保護が外れ、新しい塩基が付加する。こうして終わりまで来ると全ての保護基が外される。しかし化学合成では間違いが起こることがあり、オリゴヌクレオチドの長さが長くなるほどその可能性は高まる。そのため、この方法は短いオリゴヌクレオチドを作る時にのみ用いられる。適当な配列のオリゴヌクレオチドだけを分離するのには、高速液体クロマトグラフィーが用いられる。